# Nigel Bradham
Nigel Bradham (Crawfordville, 4 settembre 1989) è un giocatore di football americano statunitense che gioca nel ruolo di linebacker per i Philadelphia Eagles della National Football League (NFL). Fu scelto nel corso del quarto giro (105º assoluto) del Draft NFL 2012 dai Buffalo Bills. Al college ha giocato a football a Florida State.

## Carriera professionistica
Il 28 aprile 2012, Bradham fu scelto nel corso del quarto giro del Draft 2012 dai Buffalo Bills. Il 10 maggio firmò il suo contratto con i Bills. Nella sua stagione da rookie disputò tutte le 16 partite, 11 delle quali come titolare, mettendo a segno 57 tackle e 1 passaggio deviato. Nella successiva fece registrare altri 51 tackle giocando ancora tutte le 16 gare, ma solo due delle quali come titolare.

### Philadelphia Eagles
Nel 2016, Bradham firmò con i Philadelphia Eagles. Il 4 febbraio 2018 allo U.S. Bank Stadium di Minneapolis partì come titolare nel Super Bowl LII vinto contro i New England Patriots per 41-33, il primo trionfo della storia della franchigia.
Il 14 marzo 2018 Bradham firmò con gli Eagles un rinnovo contrattuale quinquennale del valore di 40 milioni di dollari.

## Palmarès

### Franchigia
- Super Bowl : 1

Philadelphia Eagles: LII
- National Football Conference Championship: 1

Philadelphia Eagles: 2017